# C.A. Rosetti (Tulcea megye)
C.A. Rosetti község Tulcea megyében, Dobrudzsában, Romániában. A hozzá tartozó települések: Cardon, Letea, Periprava és Sfiștofca.

## Fekvése
A település az ország délkeleti részén található, a megyeszékhelytől, Tulcsától keletre, százkét folyami kilométerre, a Duna-delta keleti részén, közúton csak Ukrajnán keresztül érhető el.

## Története
Nevét Constantin Alexandru Rosetti, 19. századi román író és politikus után kapta.

## Lakossága
A nemzetiségi megoszlás a következő:
| 2002      | 2002 | 2002   |
| --------- | ---- | ------ |
| Románok   | 803  | 68,10% |
| Lipovánok | 368  | 31,21% |
| Ukránok   | 8    | 0,67%  |
| Összesen  | 1179 | 100,0% |